# Nathalie Krassovska
Nathalie "Natasha" Krassovska, nata Leslie (in russo Наталья Красовская-Лесли?, Natal'ja Krasovskaja-Lesli; Pietrogrado, 1º giugno 1918 – Dallas, 8 febbraio 2005), è stata una ballerina, insegnante e coreografa russa naturalizzata statunitense, molto nota per il suo lavoro con il Ballet Russe de Monte Carlo. Dopo una carriera decennale si trasferì negli Stati Uniti, dove fondò la Krassovska Ballet Jeunesse. La Krassovska ha insegnato danza classica, coreografato e danzato fino alla sua morte.

## Primi anni
Nathalie "Natasha" Krassovska nacque Nathalie Leslie a San Pietroburgo, figlia di madre russa e padre scozzese. A seconda della fonte, la sua data di nascita è registrata come il 1 giugno o il 3 giugno, con l'anno che va dal 1917 al 1919, più frequentemente il 1918. Sua nonna era solista con il Balletto Bol'šoj; sua madre Lydia Krassovska era una ballerina con i Ballet Russes di Diaghilev.
La giovane Nathalie iniziò i suoi studi di balletto con la nonna, ma la sua formazione ufficiale ebbe luogo in Europa. A Parigi si formò con Olga Preobrajenska, la prima ballerina pre-rivoluzionaria di San Pietroburgo. A Londra studiò con il maestro di balletto russo Nikolaj Legat. Sotto il nome di Nathalie Leslie ballò con la compagnia di Ida Rubinstein all'Opera di Parigi. All'età di 14 anni fu selezionata da Bronislava Nijinska per la sua compagnia, il Théâtre de la Danse. Nel 1933, entrò a far parte dei Les Ballets 1933 di George Balanchine. Dopo Les Ballets 1933, la Krassovska ha collaborato con Serge Lifar per un tour in Sud America.

## Ballet Russe de Monte Carlo
Krassovska entrò nei Ballet Russe de Paris nel 1935 e nei Ballet Russe de Monte Carlo di René Blum nel 1936. Nel 1938 divenne membro del Ballet Russe de Monte Carlo di Massine-Denham. Durante il suo periodo con la compagnia, Krassovska lavorò a stretto contatto con Mikhail Fokine, il noto coreografo e riformatore delle tradizioni del balletto tradizionale. Fokine la istruì personalmente per i ruoli ne Les Sylphides, Le Spectre de la Rose ed altri balletti. Fu promossa a ballerina principale e si esibì con il gruppo fino al 1950.
Durante la seconda guerra mondiale, il Ballet Russe de Monte Carlo trasferì la sua sede a New York e andò in tour principalmente negli Stati Uniti e in Canada. Krassovska fu applaudita per il suo stile lirico, specialmente nelle esibizioni dei balletti romantici. Nel 1948 ballò nella prima di Pas de Quatre al New York Met, al fianco di Alicia Markova, Alexandra Danilova e Mia Slavenska. La nuova messa in scena di Anton Dolin del balletto di Jules Perrot del 1845 è una rievocazione di quattro leggendarie ballerine dell'era romantica.
Nel 1949 la Krassovska danzò per la prima volta il ruolo principale in Giselle, uno dei più famosi balletti romantici. Sarebbe diventato uno dei suoi cavalli di battaglia. Recensendo lo spettacolo, il critico di balletto del Montreal Daily Star, S. Morgan-Powell, scrisse: "La sua danza era caratterizzata da una purezza di stile che non si vede spesso al giorno d'oggi nel balletto". Fu anche famosa per le sue esibizioni in Les Sylphides, Scheherazade, La fanciulla delle nevi, Il lago dei cigni e Lo schiaccianoci. In un articolo di American Dancer, la critica musicale Albertina Vitak dichiarò: "Krassovska si distingue su tutti ed è uno dei beni più preziosi della compagnia".
Il repertorio di Krassovska non era limitato al  Ballet Blanc. Imparò il tip-tap per il suo personaggio in The New Yorker, il balletto del 1940 di Léonide Massine basato sui cartoni della popolare rivista. Per Capriccio Espagnol, un'altra opera di Massine, Krassovska e il cast furono chiamati a eseguire passi di Flamenco come bulerías e seguidilla.

## Carriera dopo i Ballet Russe
La Krassovska fece parte per un breve periodo del Ballet Rambert nel 1949. Quando Alicia Markova e Anton Dolin decisero di fondare il London Festival Ballet nel 1950, le chiesero di essere la seconda ballerina, in coppia con il ballerino inglese John Gilpin. Durante la serata di apertura dello Stoll Theatre, la Krassovska e Gilpin trionfarono nel Le Beau Danube di Massine. La loro partnership divenne una grande attrazione per la compagnia.
Krassovska rimase con il Festival Ballet fino al 1960 e continuò a esibirsi nel repertorio standard del XIX secolo. Ha ballato in Gran Bretagna con il nome di nascita Nathalie Leslie. Come artista ospite con il Ballet Russe alla fine degli anni '50, usava il cognome Krassovska.
Krassovska si trasferì negli Stati Uniti negli anni '60. Avendo visitato il paese un certo numero di volte, decise che Dallas, in Texas, con i suoi fiori, alberi e clima piacevole era una delle città più belle. Aprì una scuola di danza a casa sua e fondò una compagnia studentesca, Krassovska Ballet Jeunesse. Diventò cittadina americana nel 1964.
La Krassovska è stata invitata frequentemente come insegnante ospite e istruttrice in tutto il sud-est degli Stati Uniti. Ha ballato nelle produzioni locali de Lo schiaccianoci negli anni '80 e ha prodotto il suo ultimo concerto, Tribute to Ballet Russe, presso la Southern Methodist University nel 1997.

## Film
Nel 1941 e nel 1942 mentre era membro del Ballet Russe de Monte Carlo, Krassovska apparve in due film coreografati da Massine, Spanish Fiesta (un adattamento di Capriccio Espagnol) e The Gay Parisian (noto anche come Gaité Parisienne). La sua straordinaria bellezza attirò l'attenzione di David O. Selznick che le offrì un contratto cinematografico. Anche se fu una decisione molto sofferta, lei scelse di rimanere con la compagnia di balletto.
Per il film del 1953 Never Let Me Go, la Krassovska in lunghe riprese fece la controfigura di Gene Tierney nel suo ruolo di ballerina russa.
Krassovska fu intervistata e compare in filmati d'archivio per il documentario del 2005 sui Ballets Russes.

## Vita privata
La sua vita romantica fu movimentata, a quanto pare e fu brevemente sposata con un conte austriaco. Un altro interesse, al di fuori del balletto, era la Chiesa ortodossa orientale. Krassovska contribuì a raccogliere 850000 $ per un progetto di costruzione per la chiesa ortodossa di San Serafino a Dallas.

## Morte
Nathalie Krassovska è morta l'8 febbraio 2005 a causa di complicazioni dovute a un intervento chirurgico. È sepolta nel Restland Memorial Park a Dallas.